# Charles Emmanuel Raphaël Théry de Gricourt
Pour les articles homonymes, voir Théry.
Charles Emmanuel Raphaël Théry, marquis de Gricourt (17 février 1813 - 29 janvier 1885), est un homme politique français.

## Biographie
Chambellan de l'empereur, il est nommé sénateur du Second Empire le 1er juillet 1863.

## Sources
- « Charles Emmanuel Raphaël Théry de Gricourt », dans Adolphe Robert et Gaston Cougny, Dictionnaire des parlementaires français, Edgar Bourloton, 1889-1891 [détail de l’édition]